# 黄白杜根藤
黄白杜根藤（学名：Calophanoides xantholeuca）是爵床科杜根藤属的植物，是中国的特有植物。分布于中国大陆的云南等地，生长于海拔1,800米的地区，目前尚未由人工引种栽培。